# Cebia
Cebia es una aldea que pertenece a la parroquia de Labra en el concejo de Cangas de Onís (Principado de Asturias). Se encuentra a 360 m s. n. m. y está situada a 6,50 km de la capital del concejo, la ciudad de Cangas de Onís. 

## Población
En 2020 contaba con una población de 16 habitantes (INE, 2020) repartidos en un total de 3 viviendas (INE, 2010).